# Штегмайер, Фердинанд
Фердинанд Штегмайер (нем. Josef Ferdinand Stegmayer; 29 января 1801, Вена — 6 мая 1863, Вена) — австрийский дирижёр и композитор. Сын Маттеуса Штегмайера.
В детские годы вместе с младшим братом Вильгельмом выступал в детских ролях в венских Бургтеатре и Кернтнертортеатре. Учился музыке под руководством Адальберта Гировеца, Йозефа Трибензее, Игнаца фон Зайфрида, Эмануэля Алоиса Фёрстера. С 1817 г. работал корепетитором в опере Линца, около 1820 г. в этом же качестве работал в Кернтнертортеатре. С 1825 г. капельмейстер в Берлине, в 1830 г. гастролировал с оперной труппой в Париже, в 1831—1838 гг. театральный дирижёр в Лейпциге, затем в Бремене. В 1840 г. прибыл в Одессу как учитель музыки в доме Льва Нарышкина и Ольги Потоцкой, занимался с их дочерью Софьей. Затем в 1843—1845 гг. второй дирижёр пражского Сословного театра. В 1845—1847 гг. дирижировал в Лейпцигской опере, затем вернулся в Вену и некоторое время работал в Театре в Йозефштадте. В 1849—1856 гг. один из хормейстеров Венского мужского хорового общества. В 1853—1857 гг. преподавал хоровое пение в Венской консерватории. В 1858 г. выступил основателем Венской певческой академии и руководил ею до конца жизни, в 1859—1860 гг. одновременно дирижировал в Венской придворной опере.
Автор оперы «Польдер, амстердамский палач» (нем. Polder, der Scharfrichter von Amsterdam; 1829) и других сочинений.